# Liste der Monuments historiques in Taugon
Die Liste der Monuments historiques in Taugon führt die Monuments historiques in der französischen Gemeinde Taugon auf.

## Liste der Objekte
Zum Verständnis siehe: Kirchenausstattung
| Bezeichnung                    | Beschreibung                                          | Standort                     | Kennzeichnung | Schutzstatus | Datum | Bild |
| ------------------------------ | ----------------------------------------------------- | ---------------------------- | ------------- | ------------ | ----- | ---- |
| Zwei Statuen Petrus und Paulus | Holz, 18. Jahrhundert                                 | in der Kirche St-Jean (Lage) | PM17000543    | Classé       | 1964  |      |
| Statue Johannes Evangelist     | Holz, 18. Jahrhundert                                 | in der Kirche St-Jean (Lage) | PM17000544    | Classé       | 1964  |      |
| Liturgische Gewänder           | Kasel und Stola; Seide und Goldfaden, 19. Jahrhundert | in der Kirche St-Jean (Lage) | PM17001754    | Inscrit      | 1993  |      |
| Statue Madonna mit Kind        | Holz, 18. Jahrhundert                                 | in der Kirche St-Jean (Lage) | PM17000541    | Classé       | 1963  |      |
| Hochrelief Pieta               | Holz, 18. Jahrhundert                                 | in der Kirche St-Jean (Lage) | PM17000545    | Classé       | 1964  |      |
| Glocke                         | Bronze, 1770 gegossen                                 | in der Kirche St-Jean (Lage) | PM17000540    | Classé       | 1942  |      |
| Tabernakel                     | Holz, farbig gefasst und vergoldet, 17. Jahrhundert   | in der Kirche St-Jean (Lage) | PM17000542    | Classé       | 1964  |      |
| Sakristeischrank               | Holz, 18. Jahrhundert                                 | in der Kirche St-Jean (Lage) | PM17001645    | Inscrit      | 1989  |      |